# 베스 암스트롱
베스 암스트롱(Bess Armstrong, 1953년 12월 11일 ~ )은 미국의 배우이다.

## 출연 작품
- 레클리스 (2013)
- 원 트리 힐 (2003)
- 포토그래퍼 (1998)
- 명탐정 디씨 (1997)
- 크리스마스 에브리 데이 (1996)
- 퍼펙트 걸 (1996)
- 다니엘 스틸 - 축복의 조건 (1995)
- 해군생도 폴라 코프린 (1995)
- 테이크 미 홈 어게인 (1994)
- 드림 러버 (1994)
- 더 낸니 (1993)
- 스케이트보드 키드 (1993)
- 초능력 형사 바비 (1989)
- 광고 대전략 (1986)
- 레이스 (1984)
- 하우스 오브 굿 (1984)
- 로드 투 차이나 (1983)
- 죠스 3 (1983)
- 지킬 앤 하이드... 투게더 어게인 (1982)
- 사계절 (1981)
- 11번째 희생자 (1979)